# 程偉豪
程偉豪（1984年5月16日—），臺灣電影導演和編劇。

## 職業生涯
程偉豪大學畢業於輔仁大學廣告傳播學系，之後碩士畢業於國立臺灣藝術大學電影學系。他執導的首部電影短片《搞什麼鬼》在2008年獲得北京电影学院国际学生影视作品展亞洲優秀電影獎、台灣南方影展最佳新人導演獎的肯定。 他的第二部導演短片《狙擊手》在2009年入選金馬國際影展「華人視野單元」觀摩片，更獲得2010年台北電影獎電影產業獎，台北電影獎評審團評價他：「精確掌握現代都市的危險氛圍，不確定危險來源，不確定誰會是下一個被狙擊的對象，敘事觀點很精準的從一個宅男轉換到一個霹靂小組成員，最後的結局巧妙連結兩個主人翁，精準冷冽的程度，讓人期待他成為未來的楊德昌。」
2015年，他的第三部電影短片《保全員之死》獲得金馬獎以及台北電影獎的最佳劇情短片獎，也獲得高雄電影節國際短片競賽台灣獎、金穗獎劇情短片優等獎等獎項。 同年，他的首部電影長片《紅衣小女孩》在台灣上映，該電影獲得2016年金馬獎最佳新人導演、最佳女主角、最佳特效、最佳剪接等四項獎項提名，並以8500萬新台幣的票房成績刷新台灣十年間恐怖片票房紀錄。2017年，他的第二部電影長片《目擊者》在台灣的票房突破5000萬新台幣，該電影也入圍台北電影獎以及上海國際電影節亞洲新人獎最佳導演。同年，他的第三部電影長片《紅衣小女孩2》成為2017年唯一票房成績破億的台灣電影，再次刷新台灣恐怖片以及續集超越首集票房成績記錄。

## 相關事件
輔導金事件
2017年程偉豪執導的電影《目擊者》被原創故事擁有者陳玉珊指控未依照《原創故事協議書》的內容申請到2015年輔導金輔助，而是直到2016年才提出申請。對此程偉豪反駁，電影公司在2015年確實有意申請輔導金，在所有文件具備後，送件時才發現一個導演同年只能投一部，當時因另一家電影公司的電影《紅衣小女孩》正在申請中，故無法申請。雖然在2015年輔導金未能申請，但是程偉豪隔年申請到輔導金後，他有意付給陳玉珊新台幣15萬元，但陳玉珊未告知銀行帳戶，因此無法有憑據付款，程偉豪亦請律師發存證信函給陳玉珊要帳號，陳玉珊置之不理。陳玉珊也透過BBS及Facebook發文，並要求新台幣3000萬元賠償，對此程偉豪亦已發表聲明反駁陳玉珊的不實指控；不過陳玉珊表示，合約上是限2015年申請輔導金使用，不代表協議內容可以無限期生效。由於雙方無和解的意願，該案已進入司法程序。陳玉珊所指控程偉豪所涉及詐欺或妨害名譽的刑事部分，經臺灣臺北地方檢察署調查後，認為相關案件罪證不足，且屬於民事訴訟的爭議或糾紛，因此處分不起訴。

## 影視作品

### 長片
| 年份 | 片名                       | 職務       |
| 2015 | 紅衣小女孩                 | 導演       |
| 2017 | 目擊者                     | 導演、編劇 |
| 2017 | 紅衣小女孩2                | 導演       |
| 2021 | 缉魂                       | 導演、編劇 |
| 2021 | 當男人戀愛時               | 監製       |
| 2023 | 關於我和鬼變成家人的那件事 | 導演、編劇 |

### 迷你劇集
| 年份 | 片名     | 職務       |
| 2021 | 池塘怪談 | 導演       |
| 2024 | 正港分局 | 導演、編劇 |

### 廣告短片
| 年份 | 片名                               | 職務 |
| 2023 | 「金馬60」年度影片：《一起看電影》 | 導演 |

### 短片
| 年份 | 片名          | 職務 |
| 2008 | 搞什麼鬼      | 導演 |
| 2009 | 狙擊手 (短片) | 導演 |
| 2016 | 保全員之死    | 導演 |

### 音樂錄影帶
| 年份 | 歌曲名稱     | 演唱歌手       | 職務 |
| 2019 | 紅衣女孩     | 蔡依林         | 導演 |
| 2019 | 愛的羅曼死   | 蔡依林         | 導演 |
| 2021 | 我就奇怪     | 魚丁糸         | 導演 |
| 2021 | Sorry 青春   | 魚丁糸         | 導演 |
| 2023 | Come With Me | 劉家凱、林柏宏 | 導演 |

### 作詞
| 年份 | 歌曲名稱         | 演唱者 |
| 2021 | 不苦             | 吳青峰 |
| 2021 | 蜂蜜人蔘         | 魚丁糸 |
| 2021 | Sorry 青春       | 魚丁糸 |
| 2021 | 腦波弱           | 魚丁糸 |
| 2024 | Catch Me Hunt Me | 馬念先 |

## 獎項紀錄
| 年份   | 頒獎典禮              | 獎項                       | 作品                           | 結果 |
| ------ | --------------------- | -------------------------- | ------------------------------ | ---- |
| 2008年 | 第8屆南方獎           | 南方新人獎                 | 《搞什麼鬼》                   | 獲獎 |
| 2009年 | 第9屆南方獎           | 最佳劇情片獎               | 《狙擊手》                     | 提名 |
| 2015年 | 第15屆南方獎          | 最佳劇情片獎               | 《保全員之死》                 | 提名 |
| 2015年 | 第37屆金穗獎          | 一般作品類－優等獎         | 《保全員之死》                 | 獲獎 |
| 2015年 | 第52屆金馬獎          | 最佳創作短片獎             | 《保全員之死》                 | 獲獎 |
| 2015年 | 第17屆台北電影獎      | 最佳短片                   | 《保全員之死》                 | 獲獎 |
| 2016年 | 第53屆金馬獎          | 最佳新導演獎               | 《紅衣小女孩》                 | 提名 |
| 2016年 | 第18屆台北電影獎      | 最佳劇情長片獎             | 《紅衣小女孩》                 | 提名 |
| 2020年 | 第31屆金曲獎          | 最佳音樂錄影帶獎           | 蔡依林《紅衣女孩》             | 提名 |
| 2021年 | 第23屆台北電影獎      | 最佳劇情長片               | 《緝魂》                       | 提名 |
| 2021年 | 第23屆台北電影獎      | 最佳視覺效果               | 《緝魂》                       | 提名 |
| 2021年 | 第58届金馬獎          | 最佳劇情長片               | 《緝魂》                       | 提名 |
| 2021年 | 第58届金馬獎          | 最佳導演                   | 《緝魂》                       | 提名 |
| 2021年 | 第58届金馬獎          | 最佳改編劇本               | 《緝魂》                       | 提名 |
| 2021年 | 第58届金馬獎          | 最佳視覺效果               | 《緝魂》                       | 提名 |
| 2022年 | 第3屆台灣影評人協會獎 | 最佳影片                   | 《緝魂》                       | 提名 |
| 2022年 | 第3屆台灣影評人協會獎 | 最佳導演                   | 《緝魂》                       | 提名 |
| 2022年 | 第3屆台灣影評人協會獎 | 最佳劇本                   | 《緝魂》                       | 提名 |
| 2022年 | 第57屆金鐘獎          | 迷你劇集獎                 | 《池塘怪談》                   | 提名 |
| 2022年 | 第57屆金鐘獎          | 迷你劇集（電視電影）導演獎 | 《池塘怪談》                   | 提名 |
| 2023年 | 第25屆台北電影獎      | 最佳編劇                   | 《關於我和鬼變成家人的那件事》 | 獲獎 |
| 2023年 | 第25屆台北電影獎      | 最佳視覺效果               | 《關於我和鬼變成家人的那件事》 | 提名 |
| 2023年 | 第60届金馬獎          | 最佳劇情片                 | 《關於我和鬼變成家人的那件事》 | 提名 |
| 2023年 | 第60届金馬獎          | 最佳導演                   | 《關於我和鬼變成家人的那件事》 | 提名 |
| 2023年 | 第60届金馬獎          | 最佳改編劇本               | 《關於我和鬼變成家人的那件事》 | 獲獎 |
| 2024年 | 第5屆台灣影評人協會獎 | 最佳影片                   | 《關於我和鬼變成家人的那件事》 | 提名 |
| 2024年 | 第5屆台灣影評人協會獎 | 最佳導演                   | 《關於我和鬼變成家人的那件事》 | 提名 |
| 2024年 | 第5屆台灣影評人協會獎 | 最佳劇本                   | 《關於我和鬼變成家人的那件事》 | 提名 |

## 外部連結
- 程偉豪在豆瓣上的资料（简体中文）
- 程偉豪在互联网电影资料库（IMDb）上的資料（英文）
- 程偉豪的新浪微博
- 程偉豪在香港影庫上的簡介
- 程偉豪在台灣電影網上的資料（繁體中文）